# 孙启文
孙启文（1954年8月—），男，黑龙江富锦人，中华人民共和国政治人物。黑龙江大学党政干部基础科毕业，大学学历。

## 生平
1974年加入中国共产党。历任黑龙江省体改委副处长、处长；省委政研室副主任；佳木斯市委常委、副市长，市委副书记、代市长、市委书记等职。2002年4月获任中共黑龙江省委常委，5月兼任省委宣传部长，2005年3月去职。2007年10月起复任黑龙江省人大常委会副秘书长，次年4月任省人大常委会办公厅主任。